# JATET-L-6090
JATET-L-6090 COMOSフロッピディスク 調光データフォーマット規格(ジャテット L 6090 コモスフロッピディスク ちょうこうデータフォーマットきかく)、通称COMOS規格は、演出空間用調光操作卓のデータ交換、およびパソコンによるオフライン編集のため、3.5インチフロッピーディスクのフォーマット、データ形式を規定したものである。劇場演出空間技術協会(JATET)により、平成8年3月12日付けで制定された。
後継規格は、JATET-L-1150 照明演出用調光装置の共通データ規格(JASCII)

## 概略

### 物理フォーマット[2]
3.5inFD 2HD
256bytes/sector
26sectors/track
77tracks/disk
1,025,024bytes/disk
skew 0

### 論理フォーマット
track0 side0 reserve
track0 side1 sector1 規格コード、ユーザテキスト
track0 side1 sector2 チャンネル数、キュー数、規格コード
track0 side1 sector3～5 使用セクタ
track1 side0～track4 side1 キューコントロールブロック(QCB)
track5 side0～track76 side1 レベルデータブロック

## 現状
CGS ジャカードフォーマットなどと同様な問題を抱えているが、公共施設に納入されている例が多く、システムとしては高額な製品であるためリプレースが進んでいない。メーカーはストック品で保守対応をしているが、自治体や国など設置者の対応の遅れには批判もある。

## 対応ソフトウェア
COMOSデータ・レベル入力システム(NEC PC-98x1, JATET)
CmsEditor(PC/AT WinXP+USB 3modeFDD, 電装工芸)
Comox(PC/AT Win,Mac OS X+USB 3modeFDD, クワテック)

## 互換性
完全な互換性を求めて制定された規格であるが、当初から互換性の問題を抱えていた。多くは物理フォーマットに起因するもので、読み込ませようとする調光操作卓でフォーマットしたディスケットに書き込むと、正常に読み出せることが多い。
また、規格上は調光操作卓のチャンネル数と、ディスケットに記録されているチャンネル数が異なっていても、問題なく読み込まれるはずであるが、実際には調光操作卓のチャンネル数に合わせておかないと、読み込まれない場合がある。卓よりディスケットのチャンネル数が少ない場合に多い(実装の誤り)。このため、チャンネル数を合わせた上で、256チャンネル毎にダミーの1%以上のレベルを入れて、全チャンネルのデータがレベルデータブロックに書き込まれているようにするという回避策がとられている。